# AC Ajaccio
Az AC Ajaccio labdarúgócsapata 1910-ben alakult, székhelye Ajaccio városa Korzika szigetén. A klub elnöke is Alain Orsoni és az első csapat edzője Olivier Pantaloni. Stadionja a Stade François Coty (10 660 fő). 
Városi riválisa a GFC Ajaccio, nagy mérkőzéseket játszottak a másodosztályban míg nem a GFC kiesett a harmadosztályba. Másik nagy ellenfele a szintén korzilai   SC Bastia, a két csapat rangadója a Derby Corse.

## Története
Az Athletic Club  Ajaccio korzikai labdarúgócsapat. 
1910-ben alakult, színe  piros, fehér. 
A csapat 1965-ben lett profi klub.
1967-ben az  első korzikai csapatként a  francia első osztályban  játszott. Legutóbb a 2013–14-es szezonban szerepeltek a Ligue 1-ben. Azóta a másodosztályban szerepelnek.
Sowunmi  Thomas személyében 2002/2003-as szezon első felében  volt Magyar játékosa de hivatalos mérkőzésen nem lépett pályára.

## Eredmények
- Ligue 2 bajnoka: 1967, 2002
- Ligue 3 bajnoka: 1998
- Korzika bajnoka: 1920, 1921, 1934, 1939, 1948, 1950, 1955, 1964, 1994, 2008

## Jelenlegi játékosok
2011. július 7 szerint
| #  |     | Poszt | Név1                   |
| -- | --- | ----- | ---------------------- |
| 5  | FRA | K     | Benjamin Leroy         |
| 6  | ALG | KP    | Carl Medjani           |
| 8  | FRA | KP    | Jean-Baptiste Pierazzi |
| 9  | FRA | CS    | Andy Delort            |
| 10 | COD | KP    | Christian Kinkela      |
| 11 | FRA | KP    | Karim El Hany          |
| 12 | FRA | KP    | Frédéric Sammaritano   |
| 13 | FRA | KP    | Fabrice Begeorgi       |
| 14 | ALG | V     | Mehdi Mostefa          |
| 16 | FRA | K     | Thierry Debès          |
| 17 | FRA | V     | Yoann Poulard          |

| #  |     | Poszt | Név              |
| -- | --- | ----- | ---------------- |
| 18 | FRA | KP    | Johan Cavalli    |
| 19 | FRA | KP    | Paul Lasne       |
| 20 | FRA | V     | Anthony Lippini  |
| 21 | FRA | CS    | Richard Socrier  |
| 22 | MLI | V     | Fousseni Diawara |
| 23 | FRA | V     | Arnaud Maire     |
| 24 | FRA | KP    | Benjamin André   |
| 26 | FRA | V     | Samuel Bouhours  |
| 27 | FRA | V     | Rémi Cilia       |
| 30 | FRA | K     | David Oberhauser |
|    | MEX | K     | Guillermo Ochoa  |

## Jelentős játékosok
| - Djamel Abdoun - Michel Albaladejo - Dimitri Ananko - Mamadou Bagayoko - Dominique Baratelli - Jean-Pierre Brucato - Marcelinho Carioca - Xavier Collin - Rolland Courbis - Yohan Demont - Bernard Diomède - Nenad Dzodic - Juan Eduardo Esnaider - David Faderne | - Baptiste Gentili - Stéphane Grégoire - Zbigniew Kaczmarek - Grégory Lacombe - René Le Lamer - Claude Le Roy - Jean-Jacques Mandrichi - Jean Marcialis - André Luiz Moreira - François M'Pelé - Alberto Muro - Olivier Pantaloni - Waldir Lucas Pereira Filho - Stéphane Porato | - Dado Pršo - Guillermo Ochoa - Juan Risso - Rodrigo Lacerda Ramos - Bruno Rodriguez - Étienne Sansonetti - Steve Savidan - Jean Pierre Serra - Sébastien Squillaci - Tony Sylva - Marius Trésor - Stéphane Trévisan - Albert Vannucci - Radomir Vukčević - Stéphane Ziani |